# Michelle Greco
Michelle Greco (La Crescenta-Montrose, 24 marzo 1980) è un'ex cestista statunitense con cittadinanza italiana.

## Carriera
Guardia di 175 cm, ha giocato con le Seattle Storm in WNBA e con Priolo e Taranto in Serie A1.
Dal 13 marzo 2013 torna a vestire la maglia del Cras Basket Taranto.

## Palmarès
- Campionato italiano: 3
Taranto Cras Basket: 2008-09; 2009-10; 2011-12
- Coppa Italia: 1
Taranto Cras Basket: 2011-12
- Supercoppa italiana: 2
Taranto Cras Basket: 2009, 2010
- Campionessa WNBA: 1
Seattle Storm: 2004